# Mary Lou (mini-série)
Mary Lou (hébreu : תמיד אותו חלום, Tamid oto chalom, « Toujours le même rêve ») est un téléfilm israélien chanté, réalisé par Eytan Fox et diffusé le 18 octobre 2009.

## Synopsis
Miriam est fan du chanteur pop Svika Pick. Pour suivre son rêve, elle abandonne son fils Meir alors qu'il a dix ans. 
Jeune homme, Meir décide de partir à Tel Aviv à la recherche de sa mère. Quand sa meilleure amie, Shuli, vient lui rendre visite, il découvre qu'ils sont tous les deux amoureux du même beau garçon, Gabi.

## Distribution
- Ido Rosenberg : Meir
- Dana Frider : Shuli
- Alon Levi : Gavriel (Gabi)
- Maya Dagan : Miriam Levi (Mary Lou)
- Shmuel Vilozni : David Levi
- Yedidya Vital : Ori
- Amit Moris : Meir enfant
- Ze'ev Revach : Jack Avramson